# Andreja Leski
Andreja Leski   (Koper, Eslovènia, 8 de gener de 1997) és una judoka eslovena, que competeix en la categoria de pes semi mitjà (actualment -63kg). Ha participat en 1 Olimpíada, guanyant la medalla d'or en els Jocs Olímpics de París 2024. A més, ha guanyat 2 medalles de plata en els Campionats del Món i 3 medalles (1 d'or) en els Campionats d'Europa.

## Trajectòria professional
| Jocs Olímpics      | Jocs Olímpics | Jocs Olímpics | Jocs Olímpics |
| Any                | Seu           | Posició       | Categoria     |
| ------------------ | ------------- | ------------- | ------------- |
| 2024               | París         | 1             | -63 kg        |
| Campionat del Món  |               |               |               |
| 2017               | Budapest      | 1/16 final    | -63 kg        |
| 2018               | Bakú          | 1/8 final     | -63 kg        |
| 2021               | Budapest      | 2             | -63 kg        |
| 2022               | Taixkent      | 1/16 final    | -63 kg        |
| 2023               | Doha          | 2             | -63 kg        |
| 2024               | Abu Dhabi     | 5a posició    | -63 kg        |
| Campionat d'Europa |               |               |               |
| 2017               | Varsòvia      | 1/8 final     | -63 kg        |
| 2018               | Tel-Aviv      | 1/8 final     | -63 kg        |
| 2020               | Praga         | 5a posició    | -63 kg        |
| 2021               | Lisboa        | 3             | -63 kg        |
| 2022               | Sofia         | 1/8 final     | -63 kg        |
| 2023               | Montpeller    | 1             | -63 kg        |
| 2024               | Zagreb        | 3             | -63 kg        |